# Forces occultes
Pour plus de détails, voir Fiche technique et Distribution.
Forces occultes est un film français réalisé par Paul Riche, pseudonyme de Jean Mamy, écrit par Jean Marquès-Rivière et sorti le 9 mars 1943 à Paris.
Ce moyen métrage antimaçonnique et antiparlementariste est commandité par le régime de Vichy, dirigé par le maréchal Pétain pendant l'Occupation.

## Historique
Forces occultes, film de propagande antimaçonnique et anti-parlementarisme, est présenté au public en 1943 à la suite de la loi du régime de Vichy de novembre 1940, loi interdisant les sociétés secrètes votée au mois d'aout de la même année. Le maréchal Pétain confie à Bernard Faÿ, professeur au Collège de France, nouvel administrateur de la Bibliothèque nationale, la direction du service des sociétés secrètes. Ce service est installé à l'hôtel du Grand Orient de France, réquisitionné à cet effet. Bernard Faÿ sollicite un ancien franc-maçon devenu ultra-collaborationniste, Jean Marquès-Rivière, ancien membre du Parti populaire français de Jacques Doriot afin de travailler sur un film anti-maçonnique. Robert Muzard et Jean Mamy sont respectivement producteur et réalisateur de l'œuvre de propagande.
Forces occultes sort en première exclusivité le 10 mars 1943 au cinéma des Champs- Élysées.
À la Libération, Jean Marquès-Rivière, Robert Muzard et Jean Mamy sont épurés pour collaboration avec l'ennemi. Le 25 novembre 1945, Muzard se voit condamné à trois ans de prison. Marquès-Rivière, qui s'était exilé, est condamné à mort et à la dégradation nationale. Jean Mamy — qui avait également été journaliste à L'Appel de Pierre Costantini (chef de la Ligue française d’épuration, d’entraide sociale et de collaboration européenne) et au journal collaborationniste Au pilori — est condamné à mort pour délation et exécuté au fort de Montrouge le 29 mars 1949.

## Synopsis
Le film raconte la vie d'un jeune député qui rejoint le Grand Orient de France, le plus influent ordre franc-maçon de France, afin de relancer sa carrière. Il se confronte alors avec la corruption et les scandales politiques du moment et constate ensuite que les francs-maçons conspirent avec les Juifs et les Anglo-Américains pour entraîner la France dans une guerre contre l'Allemagne.

## Fiche technique
- Titre : Forces occultes

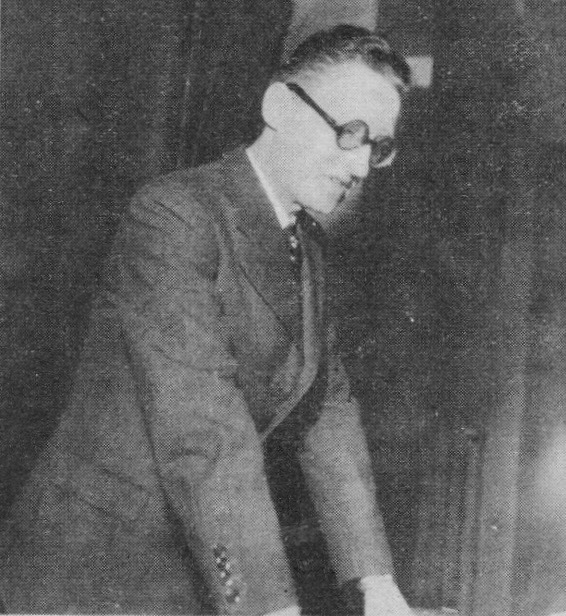
Jean Marquès-Rivière le 9 mars 1943, lors de la présentation du film Forces occultes.

- Sous-titre : « Les mystères de la Franc-maçonnerie dévoilés pour la première fois à l'écran »
- Réalisation : Jean Mamy
- Scénario : Jean Marquès-Rivière
- Photographie : Marcel Lucien
- Son : Lucien Lacharmoise
- Musique : Jean Martinon
- Producteur : Robert Muzard
- Société de production : Nova films
- Société de distribution : Les Films Albert Lauzin
- Pays d'origine : France
- Langue : français
- Format : Noir et blanc
- Genre : Film de propagande
- Durée : 43 min.
- Date de sortie : 9 mars 1943

## Distribution
- Maurice Rémy : Pierre Avenel
- Gisèle Parry : Madame Avenel
- Marcel Vibert : Le vénérable
- Auguste Boverio : Le député Larivière
- Léonce Corne
- Pierre Darteuil
- Marcel Raine
- Colette Darfeuil
- Henry Valbel
- Louise Flavie
- Simone Arys

## À noter
- Un préambule indique : « C'est à l'intérieur même de la Chambre des députés qu'ont été tournées les scènes du début du film » (à 1 min 35 s).
- Une scène figure la manifestation antiparlementaire du 6 février 1934.